# Tulugaak

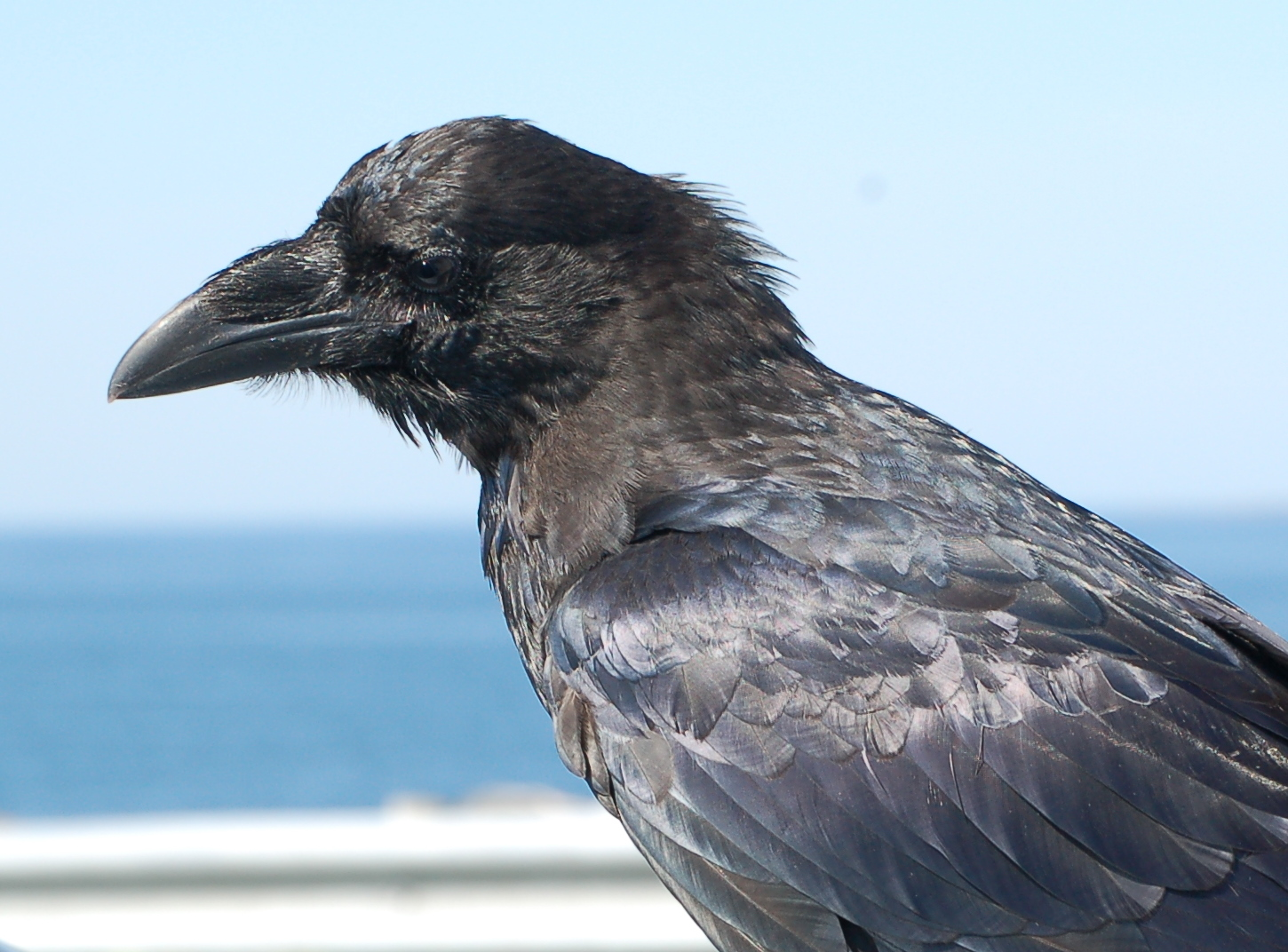
Tulugaak teria chegado à Terra na forma de um Grande Corvo.

Na mitologia Inuit, Tulugaak é o criador da luz. O significado de /tulugaq/ é 'corvo'.